# Campus Palmas Altas (Sevilla)
El Campus Palmas Altas (también se conoce por sus sigla CPA) es un conjunto de siete edificios que forman la actual sede de la multinacional sevillana Abengoa y albergó hasta agosto de 2019 uno de los campus de la Universidad Loyola Andalucía. El conjunto fue diseñado por el arquitecto británico Richard Rogers junto a sus socios españoles Luis Vidal Arquitectos. Tuvo un coste de 132 millones de euros y alberga una superficie total de 96 000 m², de los cuales 47 000 son oficinas y el resto espacios verdes y equipamientos. Fue inaugurado por los reyes Juan Carlos I y Sofía el 23 de septiembre de 2009.
El 27 de diciembre de 2021 se formalizó la venta a la Junta de Andalucía para albergar la futura Ciudad de la Justicia de Sevilla.

## Proyecto
Está situado en la zona sur de Sevilla, entre la ronda de circunvalación SE-30, la carretera Sevilla-Bellavista y la futura área urbana del Cortijo de Cuarto. En esta nueva ubicación, Abengoa concentra en una única sede empresarial todas las actividades que tiene repartidas por la ciudad, mientras que la Universidad Loyola la ha empleado como su única sede en Sevilla hasta agosto de 2019. La compañía también ha cedido espacio para que puedan instalarse otras empresas e instituciones con la misma vocación.
El encargo para su proyecto fue el resultado de un concurso de diseño que arrancó en el año 2005. En el concurso participaron cuarenta y siete equipos de arquitectura y, tras un proceso de evaluación se redujo a una lista de seis candidatos. Tras el concurso de ideas se adjudicó al equipo liderado por el italo-británico Richard Rogers, premio Pritzker 2007, en asociación con los españoles Luis Vidal Arquitectos y con la colaboración de la Ingeniería Arup.
Las obras se iniciaron el 30 de abril de 2007 a cargo de la empresa  Heliopol, y finalizaron el 13 de septiembre de 2009, con una inversión total de 132 millones de euros.
El proyecto ha sido galardonado con el Premio RIBA 2010 y el Prime Property Award 2010 del Union Investment Group.

## El centro
Se levanta sobre un solar de 96 100 m², el complejo consta de siete edificios de entre 3 y 5 plantas agrupados en dos áreas y que ocupan un total de 47 000 m², en torno a un parque central con zonas verdes. Del total de la superficie construida, unos 30 000 m² (edificios A a E) están ocupados por Abengoa,  mientras que los edificios F y G, con una superficie de 16 300 m² están actualmente libres, tras la marcha de la Universidad Loyola a su nuevo campus y los 3700 m² restantes están destinadas al área de servicios comunes, que incluye guardería de 430 m para niños de entre 0 y 3 años, gimnasio, vestuario, tres restaurantes con 1600 m² que permiten ofrecer 700 comidas de forma simultánea, salas de ocio, centro médico, agencia de viajes entre otros.
Los colores seleccionados reflejan los colores de los azulejos tradicionales andaluces: el azul cobalto se ha utilizado en la parte inferior de las lamas de vidrio (la parte superior es blanca para reflejar la luz); el amarillo verdoso, en las escaleras exteriores; y los paneles rojos, en los pabellones.
Las zonas verdes han sido diseñadas por la paisajista María Medina Muro y el arquitecto Gregorio Marañón Medina, con la intención de recuperar los valores tradicionales de los jardines hispanoárabes. Las azoteas de los edificios tienen una cubierta verde con plantas autóctonas que requieran poco mantenimiento.

### Energía
Entre los edificios, destaca una plaza central, cuya estructura tiene forma de cuña, ya que ésta empieza más estrecha en el punto de entrada del complejo y se va abriendo gradualmente a medida que se adentra en la misma.
Los edificios están dispuestos de forma que la exposición al sol de las fachadas orientadas al este y al oeste queda reducida al mínimo al sombrearse unos edificios a otros. De este modo, se reduce sustancialmente la necesidad de incorporar elementos de protección solar. La orientación de los edificios permite generar espacios de sombra entre ellos, lo que contribuye a reducir el gasto energético. Los elementos de protección solar se limitan de este modo a la fachada sur, que dispone de parasoles de lamas fijados en los bordes de cada una de las plantas del edificio.
Asimismo, se aprovecha la radiación solar para evitar el gasto energético. Los edificios están orientados a los puntos cardinales, y las fachadas de los edificios están totalmente acristaladas con el fin de facilitar la entrada de una gran cantidad de luz natural en el interior de las oficinas. A través de unos pequeños atrios ubicados en la parte más alejada de la fachada del complejo, se ilumina estas zonas, con lo que se busca fomentar el uso de luz natural y reducir el uso de luz artificial.
El 66% de la energía que se consume en el campus se produce en las propias instalaciones, dispone de paneles solares fotovoltaicos ubicados en la cubierta de los edificios, que contribuyen a su vez a potenciar los espacios sombreados entre los distintos sectores.
Otro elemento importante es el disco fotovoltaico de alta concentración con seguidor solar, acoplado a un electrolizador más una pila de combustible. Este se encarga de almacenar la energía solar en forma de hidrógeno, que a su vez es el combustible para la pila de combustible, que proporciona la iluminación nocturna tanto a la plaza central como al exterior del complejo.
También cuenta con una planta de trigeneración con un motor alimentado por gas natural conectado a un generador eléctrico, que se encarga de generar electricidad para todo el complejo y se ubica en la entrada del recinto. La energía residual térmica de los gases de escape del motor y la refrigeración del mismo, se conduce a una máquina de absorción para producir agua fría y climatizar los edificios.
Su eficiencia energética está diseñada para reducir las emisiones de CO2 hasta en 1670 toneladas por año.

### Climatización
El sistema de refrigeración es por el sistema denominado viga fría, que son radiadores instalados en los techos de las oficinas a modo de vigas, por los que circula agua fría, que por radiación directa y aprovechando la mayor densidad del aire frío climatiza los espacios, reduciendo el consumo energético al no requerir ventiladores o fan coil, incluso con 40 grados de temperatura exterior. A la vez, se consigue un mayor confort de las oficinas al ser eliminados los ruidos y las corrientes de aire de los fan coil habituales.

### Agua de riego
El agua de lluvia es recogida por las cubiertas de los edificios y se almacena en unos tanques subterráneos, para ser utilizada posteriormente por el sistema de riego, con lo que se limita la dependencia de agua de la red urbana tan sólo a baños y cocina.

### Movilidad
Aunque sólo cuenta con 1500 plazas en un aparcamiento subterráneo, se ha redactado un plan de movilidad para que sus usuarios recurran al transporte público colectivo o compartan vehículos privados para ir a trabajar. Sin embargo, la mayoría de los trabajadores acuden al centro en su vehículo privado sin tener plaza en el aparcamiento, lo que provoca la congestión de la explanada de entrada al centro.
Existe una pasarela peatonal sobre la SE-30 inaugurada el 29 de septiembre de 2011 que conecta el complejo con la ciudad a través del parque de los Bermejales, además de un carril bici que llega al barrio de los Bermejales

### Premios y Certificación Leed Platino
El conjunto arquitectónico ha recibido varios premios y la certificación Leed Platino. En año 2010 recibió el premio "Excellence in Design" del American Institute of Architects (UK). Ese mismo año recibió también el premio "RIBA European Awards." El centro tecnológico cuenta desde octubre de 2008 con la certificación Leed Platino, la más alta de las cuatro categorías creadas por el Building Council de Estados Unidos (USGBC), convirtiéndose en el primer edificio de Europa en obtenerla.

## Tarjetas inteligentes de control de accesos y críticas
El sistema de gestión implantado centraliza los accesos y la utilización de servicios como el comedor. La tarjeta de acceso es la misma que utiliza para abonar la comida y comprar los productos de las máquinas de vending de las instalaciones.
Este sistema de gestión implantado ha supuesto algunas quejas. La tarjeta de acceso es la misma que utiliza para abonar la comida y comprar los productos de las máquinas de vending de las instalaciones. Algunos trabajadores se quejan de que cuando no abonan el menú del comedor varios días consecutivos salta una alerta en el sistema de control y automáticamente el departamento de Recursos Humanos de su empresa le pide explicaciones al respecto.